# 特里斯坦一世
特里斯坦一世（苏格兰盖尔语：Drust I）是皮克特人的国王（412年-452年在位），他是埃尔普之子。
《皮克特人编年史》说特里斯坦一世在位一百年并战一百次，胜一百次。它还说在他在位的第十九年里，具体时间可能在五世纪中叶，圣帕特里克来到了爱尔兰。《编年史》 称他把他的弟弟 尼克塔流放到了爱尔兰。富尔顿的约翰则称特里斯坦四十五年的统治期间里帕拉第乌斯来到了爱尔兰，而不是圣帕特里克和特里斯坦的兄弟尼克塔。
国王列表中记载丹尼尔之子塔洛尔继承了他的王位。

## 脚注
1. ↑  一种变体说他活了一百岁并战一百次，胜一百次。
2. ↑  Fordun, IV, x.